# Сефилян, Жирайр Симонович
Жира́йр Сефиля́н (з.-арм. Ժիրայր Սէֆիլեան; род. 10 июля 1967, Бейрут, Ливан) — армянский военный и политический деятель, бывший командир Шушинского особого батальона, подполковник, участник Первой карабахской войны, кавалер ордена «Боевой крест I степени». Член правления всеармянской партии «Сасна Црер», один из основателей и лидеров оппозиционного движения «Учредительный парламент».

## Биография
Родился в Бейруте в армянской семье. В 1986 году окончил армянский колледж «Геворк Чаталбашян». Во время гражданской войны в Ливане участвовал в самообороне армянской общины, был активистом ливанской организации партии «Дашнакцутюн».
В 1990 году направлен в Армению в качестве военного инструктора, обучавшего отряды добровольцев. В 1991 году впервые приехал в Нагорный Карабах для непосредственного участия в боевых действиях. В 1992 году возглавил крупный отряд, который внёс большой вклад в успех операции по взятию Шуши и действовавший до конца Карабахской войны на самых важных участках фронта (включая Битву за Агдам, Кельбаджар, наступление на Мардакерт и Мартуни).
После окончания активных боевых действий на два года уезжал в Ливан, а после возвращения занимал командные должности в Армии обороны НКР. Демобилизован в должности командующего 6-м оборонительным районом. С 2000 года занялся политической деятельностью в Армении, ушёл в жёсткую оппозицию властям страны. Являлся координатором общественной инициативы «В защиту освобождённых территорий» и движения «Объединение армянских добровольцев». 10 декабря 2006 года вместе со своим соратником Варданом Малхасяном был арестован по обвинению в публичных призывах к насильственной смене конституционного порядка, был осуждён за незаконное хранение оружия на полтора года. В июне 2008 года после отбытия срока наказания вышел на свободу и заявил о желании продолжать политическую борьбу в Армении.

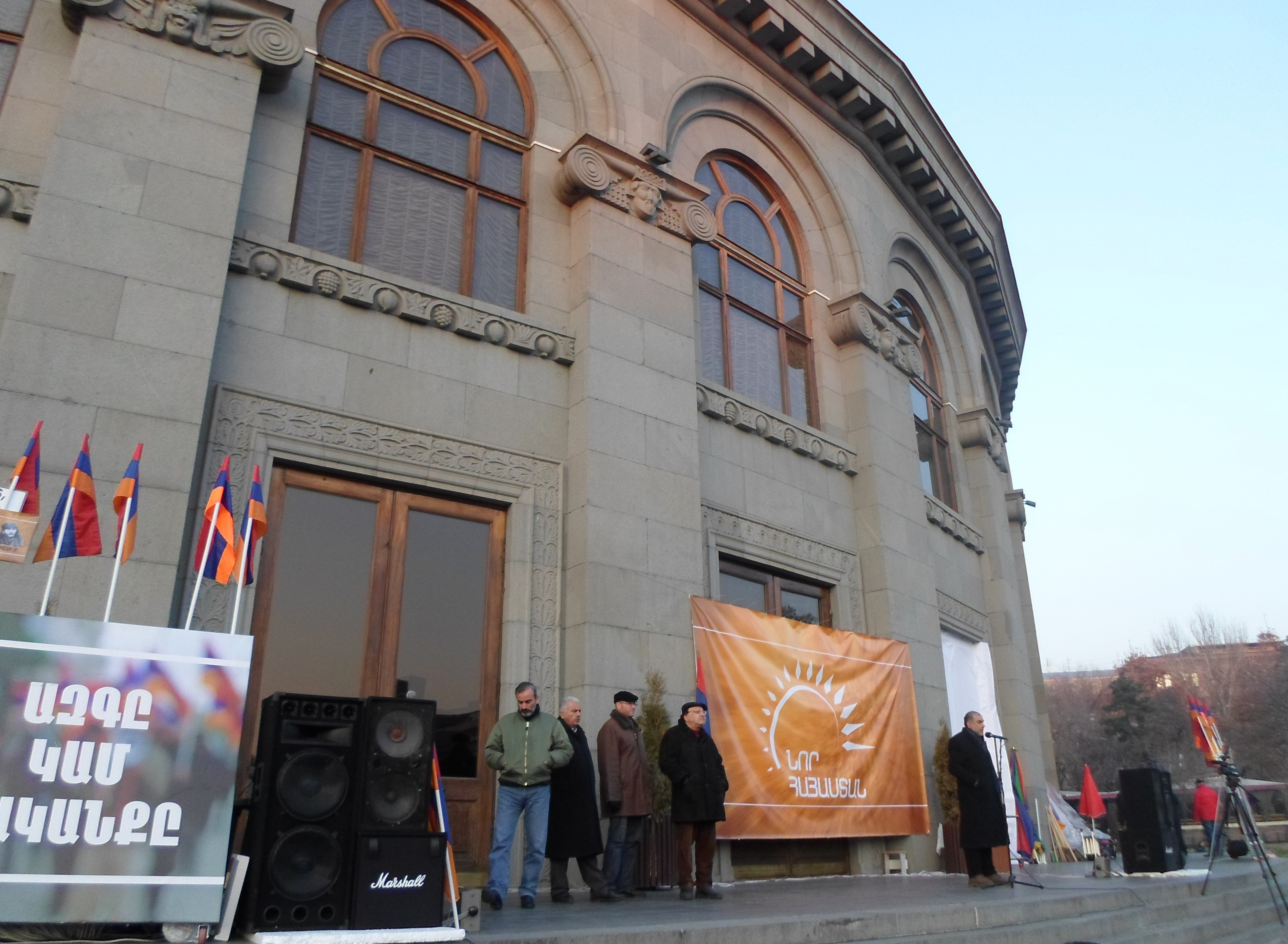
Жирайр Сефилян 1-й слева (декабрь 2015 года)

7 апреля 2015 года Жирайр Сефилян вместе с 4 другими лидерами «Учредительного парламента» был арестован по подозрению в подготовке к массовым беспорядкам. Правозащитники Армении назвали их арест политически мотивированным. 4 мая 2015 года Сефилян и его соратники были отпущены на свободу.
Являлся одним из руководителей движения «Столетие без режима» и организации «Учредительный парламент».
Перед конституционным референдумом 6 декабря 2015 года вместе с лидером партии «Наследие» Раффи Ованисяном объявил о формировании совместного оппозиционного штаба — общественного фронта спасения «Новая Армения».
20 июня 2016 года был арестован по подозрению в незаконной перевозке и хранении оружия (было заявлено, что в попавшей в ДТП автомашине нашли два автомата и 120 патронов). 17 июля 2016 года представители «Учредительного парламента» захватили здание полка патрульно-постовой службы полиции в районе Эребуни на окраине Еревана, требуя освобождения Жирайра Сефиляна и отставки президента Сержа Саргсяна (ряд экспертов утверждали, что Сефиляна арестовали из-за позиции по Карабаху). В результате захвата здания полка ППС полиции РА был убит оказавший сопротивление полковник полиции Артур Ваноян. Вечером 20 июля возле захваченного здания произошли столкновения между оппозиционными демонстрантами и полицейскими. В результате действий полицейских было задержано 136 человек. Десятки человек пострадали и были доставлены в больницы города. При разгоне акции также пострадали сами полицейские и журналисты.
13 июня 2018 года Апелляционный суд в Ереване принял ходатайство адвокатов об изменении меры пресечения в отношении Сефиляна, его выпустили на свободу прямо из зала суда. 20 декабря 2019 года Кассационный суд вынес решение о прекращении уголовного преследования в отношении Жирайра Сефиляна.
Является открыто прозападным, проамериканским политиком. В апреле 2023 года посетил Вашингтон, где провёл встречи с различными должностными лицами и политиками (в частности, с бывшим советником президента США по национальной безопасности Джоном Болтоном), и, несмотря на сложную обстановку на границе Армени и Азербайджана, сделал исключительно антироссийские заявления.